# Аламеда (станция метро, Лиссабон)
«Аламе́да» (порт. Alameda) — станция Лиссабонского метрополитена. Является пересадочной станциeй между Зелёной линией (Линией Каравеллы) и Красной линией (Линией Востока). На Зелёной линии находится между станциями «Ареэйру» и «Арроюш». На Красной линии находится между станциями «Салданья» и «Олаяш». Платформы Зелёной линии были открыты 28 июня 1972 года, а Красной линии — 19 мая 1998 года. Название станции в переводе с португальского означает «проспект», что связано с расположением на проспекте Афонсу Энрикиша, первого короля Португалии. Также возле станции расположен Высший Технический институт (порт. Instituto Superior Técnico).

## Описание
Станция была открыта в составе пускового участка от станции «Арроюш» до станции «Алвалади». Оригинальный архитектурный проект разработал Диниш Гомиш, а декоратором стала Мария Кейл. В 1998 году была произведена полная реконструкция станции в связи со строительством перехода на Красную линию. Архитектором реконструкции стал Мануэл Таинья, декоратором — Луиш Норонья да Кошта.
Станция Красной линии была открыта в составе пускового участка «Аламеда» — «Ориенти» с целью расширения метрополитена в район проведения Всемирной выставки 1998 года. Архитектор станции Красной линии — Мануэл Таинья, декораторы — Кошта Пиньейру и Юхана Бломстедт, скульптор — Алберту Карнейру.

## Галерея
- Платформы станции Красной линии
- Переход между линиями
- Вход на станцию
- Скульптурная композиция
- Вид на станцию красной линии с перехода
- Элементы декорации
- Элементы декорации